# 第50回全国高等学校野球選手権大会
第50回全国高等学校野球選手権大会（だい50かいぜんこくこうとうがっこうやきゅうせんしゅけんたいかい）は、1968年8月9日から8月22日までの13日間にわたり、阪神甲子園球場で行われた全国高等学校野球選手権大会である。

## 概要
1963年（第45回）と同様に記念大会として一府県一代表が認められ、北海道から2校と46都府県から1校ずつの計48校が出場して行われた。1958年（第40回）・第45回大会では3回戦までの39試合または40試合のうち18試合で阪急西宮球場が使用されたが、この大会では日程を見直し、全47試合が阪神甲子園球場で行われた。
開会式では皇太子明仁親王が出席し、グラウンドに設置された壇上から全校選手に激励の言葉を述べられた。

## 代表校
| 地方大会 | 代表校     | 出場回数      |
| -------- | ---------- | ------------- |
| 北北海道 | 北日本学院 | 初出場        |
| 南北海道 | 北海       | 2年連続25回目 |
| 青森     | 三沢       | 初出場        |
| 岩手     | 盛岡一     | 18年ぶり8回目 |
| 秋田     | 秋田市立   | 初出場        |
| 山形     | 日大山形   | 5年ぶり2回目  |
| 宮城     | 東北       | 7年ぶり7回目  |
| 福島     | 磐城       | 5年ぶり2回目  |
| 茨城     | 取手一     | 初出場        |
| 栃木     | 小山       | 初出場        |
| 群馬     | 前橋工     | 初出場        |
| 埼玉     | 大宮工     | 初出場        |
| 山梨     | 甲府一     | 7年ぶり3回目  |
| 千葉     | 千葉商     | 4年ぶり6回目  |
| 東京     | 日大一     | 5年ぶり2回目  |
| 神奈川   | 武相       | 2年連続4回目  |
| 長野     | 岡谷工     | 38年ぶり3回目 |
| 新潟     | 新潟商     | 5年ぶり6回目  |
| 富山     | 高岡商     | 6年ぶり6回目  |
| 石川     | 金沢桜丘   | 10年ぶり2回目 |
| 福井     | 若狭       | 2年連続6回目  |
| 静岡     | 静岡商     | 2年ぶり6回目  |
| 愛知     | 享栄       | 8年ぶり4回目  |
| 岐阜     | 岐阜南     | 初出場        |

| 地方大会 | 代表校   | 出場回数      |
| -------- | -------- | ------------- |
| 三重     | 三重     | 2年ぶり2回目  |
| 滋賀     | 伊香     | 初出場        |
| 京都     | 平安     | 2年ぶり22回目 |
| 奈良     | 智弁学園 | 初出場        |
| 和歌山   | 星林     | 初出場        |
| 大阪     | 興国     | 初出場        |
| 兵庫     | 市神港   | 37年ぶり6回目 |
| 岡山     | 倉敷工   | 2年連続6回目  |
| 鳥取     | 米子南   | 4年ぶり3回目  |
| 広島     | 広陵     | 2年連続11回目 |
| 島根     | 浜田     | 初出場        |
| 山口     | 岩国商   | 初出場        |
| 香川     | 高松商   | 3年ぶり10回目 |
| 愛媛     | 松山商   | 2年ぶり17回目 |
| 徳島     | 鴨島商   | 初出場        |
| 高知     | 高知     | 4年ぶり5回目  |
| 福岡     | 飯塚商   | 初出場        |
| 佐賀     | 佐賀工   | 初出場        |
| 長崎     | 海星     | 3年連続7回目  |
| 熊本     | 鎮西     | 9年ぶり2回目  |
| 大分     | 津久見   | 2年ぶり6回目  |
| 宮崎     | 延岡商   | 初出場        |
| 鹿児島   | 鹿児島商 | 6年ぶり7回目  |
| 沖縄     | 興南     | 2年ぶり2回目  |

## 試合結果

### 1回戦
8月9日
- 倉敷工 5 - 1 享栄
- 高知 4 - 3 北海
- 興南 5 - 3 岡谷工
- 津久見 6 - 5 高岡商（延長12回）

8月10日
- 浜田 2x - 1 甲府一（延長10回）
- 千葉商 6 - 3 鹿児島商
- 興国 5 - 0 金沢桜丘
- 三沢 7 - 0 鎮西

8月11日
- 岐阜南 15 - 2 米子南
- 佐賀工 8 - 6 東北
- 飯塚商 4 - 3 磐城
- 海星 10 - 1 新潟商

8月12日
- 北日本学院 1 - 0 若狭
- 大宮工 2 - 1 平安
- 静岡商 4 - 0 伊香
- 松山商 4 - 2 取手一

### 2回戦
8月13日
- 広陵 2 - 1 武相
- 盛岡一 4 - 2 鴨島商
- 智弁学園 6 - 0 前橋工
- 秋田市立 7 - 2 市神港

8月14日
- 岩国商 1 - 0 日大山形
- 三重 7 - 4 延岡商
- 星林 6 - 3 日大一
- 高松商 2x - 1 小山

8月15日
- 高知 1 - 0 北日本学院
- 松山商 3 - 1 佐賀工
- 津久見 7 - 3 大宮工
- 静岡商 4 - 1 浜田

8月16日
- 興国 1 - 0 飯塚商
- 興南 8 - 5 岐阜南
- 海星 3 - 1 三沢
- 倉敷工 8 - 0 千葉商

### 3回戦
8月18日
- 盛岡一 9 - 2 津久見
- 秋田市立 7 - 2 智弁学園
- 興国 2 - 0 星林
- 静岡商 14 - 0 高松商

8月19日
- 興南 4 - 0 海星
- 広陵 8 - 2 岩国商
- 倉敷工 9 - 2 高知
- 三重 6 - 3 松山商

### 準々決勝
8月20日
- 興国 5 - 1 三重
- 静岡商 5 - 1 秋田市立
- 興南 10 - 4 盛岡一
- 倉敷工 6 - 3 広陵

### 準決勝
8月21日
- 興国 14 - 0 興南
- 静岡商 2 - 0 倉敷工

### 決勝
8月22日
|        | 1 | 2 | 3 | 4 | 5 | 6 | 7 | 8 | 9 | R | H | E |
| ------ | - | - | - | - | - | - | - | - | - | - | - | - |
| 静岡商 | 0 | 0 | 0 | 0 | 0 | 0 | 0 | 0 | 0 | 0 | 3 | 0 |
| 興国   | 0 | 0 | 0 | 0 | 1 | 0 | 0 | 0 | X | 1 | 5 | 1 |

1. （静）：新浦 - 鈴木五
2. （興）：丸山 - 丸目
3. 審判
［球審］郷司
［塁審］吉岡・山川・河合
4. 試合時間：1時間58分

| 静岡商 | 静岡商 | 静岡商          |
| 打順   | 守備   | 選手            |
| ------ | ------ | --------------- |
| 1      | [二]   | 青木久（3年）   |
| 2      | [中]   | 佐藤昇（3年）   |
| 3      | [右]   | 藤波行雄（2年） |
| 4      | [一]   | 小泉寛治（3年） |
| 5      | [三]   | 松島英雄（2年） |
| 6      | [左]   | 戸塚達（3年）   |
| 7      | [遊]   | 寺門真司（3年） |
| 8      | [捕]   | 鈴木五郎（2年） |
| 9      | [投]   | 新浦壽夫（1年） |

| 興国 | 興国 | 興国            |
| 打順 | 守備 | 選手            |
| ---- | ---- | --------------- |
| 1    | [三] | 熱田実雄（3年） |
| 2    | [遊] | 孫田連浩（3年） |
| 3    | [左] | 益川満育（3年） |
| 4    | [一] | 岡本一光（2年） |
| 5    | [右] | 芦田忠久（3年） |
| 6    | [二] | 樽本英一（3年） |
| 7    | [捕] | 丸目幸次（3年） |
| 8    | [投] | 丸山朗（3年）   |
| 9    | [中] | 深崎勉（3年）   |

## 大会本塁打
1回戦
- 第1号：土肥健二（高岡商）
- 第2号：小沢芳博（甲府一）
- 第3号：瀬戸口徳三（鹿児島商）
- 第4号：門脇司（米子南）

2回戦
- 第5号：中島義博（秋田市立）
- 第6号：布施章（大宮工）
- 第7号：樽本英一（興国）
- 第8号：香田博（海星）

3回戦
- 第9号：中島義博（秋田市立）
- 第10号：小泉寛治（静岡商）
- 第11号：松本正美（岩国商）
- 第12号：岩岡洋雄（広陵）
- 第13号：武渉（倉敷工）

## その他の主な出場選手
- 有沢賢持（北日本学院）
- 太田幸司（三沢）
- 八重沢憲一（三沢）
- 三浦正行（秋田市立）
- 小山田健一（日大山形）
- 若生正廣（東北）
- 佐藤政夫（東北）
- 柴崎孝夫（取手一）
- 佐野仙好（前橋工）
- 柚木秀夫（前橋工）
- 佐藤敬次（大宮工）
- 高浦美佐緒（千葉商）
- 島野修（武相）
- 東門明（武相）
- 前田四郎（高岡商）
- 乗替寿好（若狭）
- 小林国男（享栄）
- 上西博昭（三重）
- 伊藤泰憲（三重）

- 石山一秀（平安）
- 渋谷通（平安）
- 川本浩次（平安）
- 上田容三（智弁学園）
- 松井優典（星林）
- 東出康博（星林）
- 山田敏彦（興国）
- 山口高志（市神港）
- 吉村健二（高松商）
- 大北敏博（高松商）
- 細川安雄（高松商）
- 三好隆（高松商）
- 谷岡潔（松山商）
- 井上明（松山商）
- 国岡恵治（鴨島商）
- 舞野健司（飯塚商）
- 木下竜元（飯塚商）
- 大田卓司（津久見）
- 奥薗満（鹿児島商）
- 我喜屋優（興南）

## 記念発行物
- 記念切手
  - 1968年8月9日に郵政省から15円の2種連刷で「第50回全国高等学校野球選手権大会記念」切手が発行された。